# Arno (departement)

Franse departementen in Noord-Italië

Blazoen van Firenze in de napoleontische tijd

Arno (1808-1814) was een Frans departement in Noord-Italië als deel van het Eerste Franse Keizerrijk. De hoofdplaats was Firenze.
Het was een van de drie departementen die ontstonden toen de Fransen het koninkrijk Etrurië annexeerden (1808). De naam komt van de rivier Arno. De prefectuur was in Firenze en er waren drie onderprefecturen: Arezzo, Modigliana en Pistoia. Het wapenschild van Firenze moest een rode band toevoegen met drie gouden bijen. Gouden bijen waren een napoleontisch symbool voor macht, meer bepaald drukten zij onsterfelijkheid en heropstanding uit.
In 1814, na de val van Napoleon, ging het gebied naar het groothertogdom Toscane. 
Het gebied ligt heden verspreid over de volgende provincies van Italië: Firenze, Arezzo, Pistoia en deels Prato, Forli-Cesena en Lucca.